# 人生論ノート
『人生論ノート』（じんせいろんノート）は、三木清によって著された書籍。1941年に刊行された。

## 概要
1937年に冒頭の一章が発表される。その後、1938年から1941年6月まで雑誌『文學界』に『人生論ノート』の副題をつけて連載された。そののち連載21篇に加えて『旅について』、『個性について』、『後記』が追加され1941年8月に創元社より出版される。以降2022年時点で200万部を越えるベストセラーとなった。
2017年4月3日放送の100分de名著では、本書がテーマとなった。

## 構成
1. 死について[5]「朗読」
2. 幸福について[6]「朗読」
3. 懐疑について[7]「朗読」
4. 習慣について[8]「朗読」
5. 虚榮について[9]「朗読」
6. 名誉心について[10]「朗読」
7. 怒について[11]「朗読」
8. 人間の條件について[12]「朗読」
9. 孤獨について[13]「朗読」
10. 嫉妬について[14]「朗読」
11. 成功について[15]「朗読」
12. 瞑想について[16]「朗読」
13. 噂について[17]「朗読」
14. 利己主義について[18]「朗読」
15. 健康について[19]「朗読」
16. 秩序について[20]「朗読」
17. 感傷について[21]「朗読」
18. 假説について[22]「朗読」
19. 僞善について[23]「朗読」
20. 娯楽について[24]「朗読」
21. 希望について[25]「朗読」
22. 旅について[26]「朗読」
23. 個性について[27]「朗読」
24. 後記[28]「朗読」